# Llista de topònims de Deltebre
Llista de topònims (noms propis de lloc) del municipi de Deltebre, al Baix Ebre
Informació actualitzada per un bot. Els canvis manuals es perdran quan s'actualitzi!

## cabana
| imatge | Nom                       | Ubicat a | instància de | Detalls                     | coordenades                                                          | Protecció                                  | Commons (més fotos) | Dades a WD                    |
| ------ | ------------------------- | -------- | ------------ | --------------------------- | -------------------------------------------------------------------- | ------------------------------------------ | ------------------- | ----------------------------- |
|        | Estació de les Barques    | Deltebre | cabana       |                             | 40° 43′ 11″ N, 0° 38′ 51″ E / 40.7197491047616°N,0.647558212431481°E |                                            |                     | Modifica les dades a Wikidata |
|        | Granja de Samarra         | Deltebre | cabana       |                             | 40° 44′ 14″ N, 0° 40′ 06″ E / 40.737199684297°N,0.66821952655498°E   |                                            |                     | Modifica les dades a Wikidata |
|        | Vaqueria Garrelles        | Deltebre | cabana       |                             | 40° 44′ 02″ N, 0° 44′ 41″ E / 40.7338483990091°N,0.744658562505633°E |                                            |                     | Modifica les dades a Wikidata |
|        | barraca d'en Clavero      | Deltebre | cabana       | Estil: arquitectura popular | 40° 44′ 44″ N, 0° 44′ 08″ E / 40.745569°N,0.735657°E                 | bé integrant del patrimoni cultural català |                     | Modifica les dades a Wikidata |
|        | barraca del Conjunt       | Deltebre | cabana       |                             | 40° 44′ 21″ N, 0° 48′ 33″ E / 40.7390302613347°N,0.809297256400831°E |                                            |                     | Modifica les dades a Wikidata |
|        | barraques del Bufon       | Deltebre | cabana       |                             | 40° 43′ 02″ N, 0° 50′ 30″ E / 40.7171464624738°N,0.841576922304832°E |                                            |                     | Modifica les dades a Wikidata |
|        | caseta de Mingo           | Deltebre | cabana       |                             | 40° 45′ 22″ N, 0° 45′ 04″ E / 40.756176602991°N,0.751034753548578°E  |                                            |                     | Modifica les dades a Wikidata |
|        | caseta de Trilla          | Deltebre | cabana       |                             | 40° 45′ 23″ N, 0° 44′ 59″ E / 40.7563764812376°N,0.749736853652771°E |                                            |                     | Modifica les dades a Wikidata |
|        | caseta de la Viscarra     | Deltebre | cabana       |                             | 40° 45′ 37″ N, 0° 44′ 12″ E / 40.7601906757965°N,0.736589213614128°E |                                            |                     | Modifica les dades a Wikidata |
|        | caseta del Bastiano       | Deltebre | cabana       |                             | 40° 44′ 48″ N, 0° 41′ 08″ E / 40.74655830295°N,0.68565783165128°E    |                                            |                     | Modifica les dades a Wikidata |
|        | caseta del Felip          | Deltebre | cabana       |                             | 40° 45′ 45″ N, 0° 44′ 12″ E / 40.7624623233719°N,0.736677966873634°E |                                            |                     | Modifica les dades a Wikidata |
|        | caseta del Mingo del Poll | Deltebre | cabana       |                             | 40° 45′ 16″ N, 0° 44′ 39″ E / 40.7545362603765°N,0.74406586483208°E  |                                            |                     | Modifica les dades a Wikidata |
|        | caseta del Raquer         | Deltebre | cabana       |                             | 40° 45′ 20″ N, 0° 44′ 43″ E / 40.7556578345034°N,0.745224316672208°E |                                            |                     | Modifica les dades a Wikidata |
|        | caseta del Valeso         | Deltebre | cabana       |                             | 40° 45′ 42″ N, 0° 44′ 11″ E / 40.7617567166044°N,0.736524217302457°E |                                            |                     | Modifica les dades a Wikidata |
|        | caseta dels Ampostins     | Deltebre | cabana       |                             | 40° 45′ 20″ N, 0° 43′ 59″ E / 40.7556422773118°N,0.73294119668413°E  |                                            |                     | Modifica les dades a Wikidata |
|        | casetes del Samarres      | Deltebre | cabana       |                             | 40° 44′ 10″ N, 0° 40′ 08″ E / 40.735973111959°N,0.668929312038356°E  |                                            |                     | Modifica les dades a Wikidata |

## edifici
| imatge | Nom                          | Ubicat a                                                                  | instància de | Detalls                                  | coordenades                                                          | Protecció                      | Commons (més fotos)          | Dades a WD                    |
| ------ | ---------------------------- | ------------------------------------------------------------------------- | ------------ | ---------------------------------------- | -------------------------------------------------------------------- | ------------------------------ | ---------------------------- | ----------------------------- |
|        | Caseta del Petenera          | Deltebre                                                                  | edifici      |                                          | 40° 44′ 49″ N, 0° 45′ 41″ E / 40.7470190714729°N,0.761387027356604°E |                                |                              | Modifica les dades a Wikidata |
|        | Coeteres del Delta de l'Ebre | l'Ampolla Camarles l'Aldea Amposta la Ràpita Sant Jaume d'Enveja Deltebre | edifici      | Estil: arquitectura popular 20th century | 40° 34′ 22″ N, 0° 39′ 13″ E / 40.572897°N,0.6536°E                   | bé cultural d'interès nacional | Coeteres del Delta de l'Ebre | Modifica les dades a Wikidata |

## església
| imatge | Nom                              | Ubicat a | instància de | Detalls                                  | coordenades                                                                               | Protecció                                  | Commons (més fotos)                              | Dades a WD                    |
| ------ | -------------------------------- | -------- | ------------ | ---------------------------------------- | ----------------------------------------------------------------------------------------- | ------------------------------------------ | ------------------------------------------------ | ----------------------------- |
|        | Sant Miquel (la Cava)            | Deltebre | església     |                                          | 40° 43′ 05″ N, 0° 44′ 06″ E / 40.718156°N,0.734908°E ca:Carrer Major, 23, la Cava 2 msnm  | bé cultural d'interès local                | Sant Miquel de la Cava                           | Modifica les dades a Wikidata |
|        | església de l'Assumpció de Maria | Deltebre | església     | Estil: arquitectura popular 20th century | 40° 43′ 29″ N, 0° 41′ 57″ E / 40.724719°N,0.699214°E ca:Plaça Major, Jesús i Maria 2 msnm | bé integrant del patrimoni cultural català | Església de l'Assumpció de Maria (Jesús i Maria) | Modifica les dades a Wikidata |

## granja
| imatge | Nom                      | Ubicat a | instància de | Detalls | coordenades                                                          | Protecció | Commons (més fotos) | Dades a WD                    |
| ------ | ------------------------ | -------- | ------------ | ------- | -------------------------------------------------------------------- | --------- | ------------------- | ----------------------------- |
|        | Granges Barrua           | Deltebre | granja       |         | 40° 43′ 19″ N, 0° 46′ 28″ E / 40.7219686016962°N,0.77440969905398°E  |           |                     | Modifica les dades a Wikidata |
|        | Granges Bollet           | Deltebre | granja       |         | 40° 42′ 47″ N, 0° 45′ 54″ E / 40.7131032944911°N,0.764998031930431°E |           |                     | Modifica les dades a Wikidata |
|        | Granges Castanyero       | Deltebre | granja       |         | 40° 45′ 16″ N, 0° 45′ 22″ E / 40.7543108267458°N,0.756060774254238°E |           |                     | Modifica les dades a Wikidata |
|        | Granges dels Roig        | Deltebre | granja       |         | 40° 43′ 47″ N, 0° 44′ 57″ E / 40.7298485281342°N,0.749245822972982°E |           |                     | Modifica les dades a Wikidata |
|        | Granja Anton             | Deltebre | granja       |         | 40° 42′ 13″ N, 0° 47′ 19″ E / 40.7034987715308°N,0.788719354416384°E |           |                     | Modifica les dades a Wikidata |
|        | Granja Casero            | Deltebre | granja       |         | 40° 43′ 48″ N, 0° 42′ 07″ E / 40.7298804663578°N,0.701976380439091°E |           |                     | Modifica les dades a Wikidata |
|        | Granja Garrill           | Deltebre | granja       |         | 40° 43′ 38″ N, 0° 44′ 04″ E / 40.7271160971392°N,0.73435994866534°E  |           |                     | Modifica les dades a Wikidata |
|        | Granja Germans Colomines | Deltebre | granja       |         | 40° 44′ 27″ N, 0° 45′ 07″ E / 40.7408471957088°N,0.752036953770546°E |           |                     | Modifica les dades a Wikidata |
|        | Granja Luisiana          | Deltebre | granja       |         | 40° 42′ 21″ N, 0° 45′ 55″ E / 40.705791056221°N,0.76519055412536°E   |           |                     | Modifica les dades a Wikidata |
|        | Granja Maquitos          | Deltebre | granja       |         | 40° 43′ 47″ N, 0° 43′ 10″ E / 40.7297850243962°N,0.719409231439223°E |           |                     | Modifica les dades a Wikidata |
|        | Granja Nicanor           | Deltebre | granja       |         | 40° 44′ 56″ N, 0° 41′ 48″ E / 40.7488282097194°N,0.696799434237573°E |           |                     | Modifica les dades a Wikidata |
|        | Granja Pepet             | Deltebre | granja       |         | 40° 45′ 32″ N, 0° 41′ 42″ E / 40.75887184809°N,0.695007431417281°E   |           |                     | Modifica les dades a Wikidata |
|        | Granja Rafelet de Colau  | Deltebre | granja       |         | 40° 44′ 49″ N, 0° 44′ 27″ E / 40.7469331038583°N,0.740805328659075°E |           |                     | Modifica les dades a Wikidata |
|        | Granja Rafielo           | Deltebre | granja       |         | 40° 43′ 52″ N, 0° 41′ 35″ E / 40.7312432929631°N,0.693084257733858°E |           |                     | Modifica les dades a Wikidata |
|        | Granja Roman             | Deltebre | granja       |         | 40° 45′ 07″ N, 0° 42′ 16″ E / 40.7520614464096°N,0.704457922785248°E |           |                     | Modifica les dades a Wikidata |
|        | Granja Roset             | Deltebre | granja       |         | 40° 44′ 31″ N, 0° 42′ 03″ E / 40.7420181935595°N,0.70084789517635°E  |           |                     | Modifica les dades a Wikidata |
|        | Granja Soler             | Deltebre | granja       |         | 40° 45′ 25″ N, 0° 40′ 53″ E / 40.7569847024111°N,0.681296281496843°E |           |                     | Modifica les dades a Wikidata |
|        | Granja Talego            | Deltebre | granja       |         | 40° 44′ 33″ N, 0° 44′ 51″ E / 40.742443710585°N,0.747530195773022°E  |           |                     | Modifica les dades a Wikidata |
|        | Granja Valldeperes       | Deltebre | granja       |         | 40° 43′ 42″ N, 0° 43′ 05″ E / 40.7283531801326°N,0.718060961438433°E |           |                     | Modifica les dades a Wikidata |
|        | Granja Ventura           | Deltebre | granja       |         | 40° 43′ 59″ N, 0° 44′ 16″ E / 40.7330469702318°N,0.737770287180625°E |           |                     | Modifica les dades a Wikidata |
|        | Granja Viscarro          | Deltebre | granja       |         | 40° 45′ 04″ N, 0° 43′ 26″ E / 40.7509786334184°N,0.723908329475944°E |           |                     | Modifica les dades a Wikidata |
|        | Granja d'Orive           | Deltebre | granja       |         | 40° 44′ 00″ N, 0° 46′ 00″ E / 40.7333062317755°N,0.766796648686742°E |           |                     | Modifica les dades a Wikidata |
|        | Granja de Blaet          | Deltebre | granja       |         | 40° 43′ 10″ N, 0° 45′ 27″ E / 40.7194233341554°N,0.757399047591644°E |           |                     | Modifica les dades a Wikidata |
|        | Granja de Leocàdio       | Deltebre | granja       |         | 40° 45′ 13″ N, 0° 46′ 15″ E / 40.75363754755°N,0.77069537147553°E    |           |                     | Modifica les dades a Wikidata |
|        | Granja de Ramon Celma    | Deltebre | granja       |         | 40° 44′ 31″ N, 0° 43′ 59″ E / 40.7418363628142°N,0.733078652880544°E |           |                     | Modifica les dades a Wikidata |
|        | Granja de Xirimo         | Deltebre | granja       |         | 40° 42′ 34″ N, 0° 45′ 46″ E / 40.709345900567°N,0.76270424144459°E   |           |                     | Modifica les dades a Wikidata |
|        | Granja de la Palma       | Deltebre | granja       |         | 40° 44′ 24″ N, 0° 43′ 30″ E / 40.7399138726908°N,0.725102855437925°E |           |                     | Modifica les dades a Wikidata |
|        | Granja del Camat         | Deltebre | granja       |         | 40° 45′ 14″ N, 0° 46′ 15″ E / 40.7539781878333°N,0.770961255525316°E |           |                     | Modifica les dades a Wikidata |
|        | Granja del Florèncio     | Deltebre | granja       |         | 40° 44′ 57″ N, 0° 43′ 42″ E / 40.7492055608°N,0.72820464036536°E     |           |                     | Modifica les dades a Wikidata |
|        | Granja del Paco          | Deltebre | granja       |         | 40° 45′ 07″ N, 0° 43′ 15″ E / 40.75191867223°N,0.72087955227146°E    |           |                     | Modifica les dades a Wikidata |

## illa
| imatge | Nom            | Ubicat a | instància de | Detalls           | coordenades                                        | Protecció | Commons (més fotos) | Dades a WD                    |
| ------ | -------------- | -------- | ------------ | ----------------- | -------------------------------------------------- | --------- | ------------------- | ----------------------------- |
|        | Isla del Mar   | Deltebre | illa         |                   | 40° 45′ N, 0° 45′ E / 40.75°N,0.75°E               |           |                     | Modifica les dades a Wikidata |
|        | illa de Gràcia | Deltebre | illa         | Superfície: 130ha | 40° 43′ 09″ N, 0° 41′ 18″ E / 40.71913°N,0.68828°E |           |                     | Modifica les dades a Wikidata |

## llac
| imatge | Nom              | Ubicat a        | instància de               | Detalls | coordenades                                                        | Protecció | Commons (més fotos) | Dades a WD                    |
| ------ | ---------------- | --------------- | -------------------------- | ------- | ------------------------------------------------------------------ | --------- | ------------------- | ----------------------------- |
|        | Balsa de Pradot  | Deltebre        | llac                       |         | 40° 42′ 57″ N, 0° 53′ 05″ E / 40.715833333333°N,0.88472222222222°E |           |                     | Modifica les dades a Wikidata |
|        | bassa de l'Illot | Deltebre        | llac                       |         | 40° 43′ 00″ N, 0° 47′ 00″ E / 40.716666666667°N,0.78333333333333°E |           |                     | Modifica les dades a Wikidata |
|        | bassa de la Creu | Deltebre        | llac                       |         | 40° 43′ 00″ N, 0° 48′ 00″ E / 40.716666666667°N,0.8°E              |           |                     | Modifica les dades a Wikidata |
|        | bassa de l’Arena | Deltebre Riumar | llac cos d'aigua aiguamoll |         | 40° 44′ 07″ N, 0° 49′ 16″ E / 40.735138888889°N,0.82122222222222°E |           |                     | Modifica les dades a Wikidata |

## masia
| imatge | Nom                              | Ubicat a | instància de | Detalls                     | coordenades                                                                 | Protecció                                  | Commons (més fotos) | Dades a WD                    |
| ------ | -------------------------------- | -------- | ------------ | --------------------------- | --------------------------------------------------------------------------- | ------------------------------------------ | ------------------- | ----------------------------- |
|        | Casa Benjamín                    | Deltebre | masia        |                             | 40° 43′ 12″ N, 0° 45′ 30″ E / 40.720027072453°N,0.75833773979888°E          |                                            |                     | Modifica les dades a Wikidata |
|        | Casa de Quartera                 | Deltebre | masia        |                             | 40° 43′ 24″ N, 0° 49′ 02″ E / 40.7232086282759°N,0.817156954309775°E        |                                            |                     | Modifica les dades a Wikidata |
|        | Casa dels Germans Marín          | Deltebre | masia        |                             | 40° 43′ 20″ N, 0° 44′ 34″ E / 40.72230007144°N,0.742787274486396°E          |                                            |                     | Modifica les dades a Wikidata |
|        | Casa dels Prats                  | Deltebre | masia        |                             | 40° 44′ 33″ N, 0° 49′ 04″ E / 40.7425220850347°N,0.81768600175944°E         |                                            |                     | Modifica les dades a Wikidata |
|        | Caseta Pegueroles                | Deltebre | masia        | Anomenat per: Pegueroles    | 40° 45′ 12″ N, 0° 46′ 59″ E / 40.7534106104858°N,0.783109517217886°E        |                                            |                     | Modifica les dades a Wikidata |
|        | Caseta Pujol                     | Deltebre | masia        |                             | 40° 44′ 41″ N, 0° 45′ 22″ E / 40.744781493463°N,0.756097005787653°E         |                                            |                     | Modifica les dades a Wikidata |
|        | Caseta Rafeló                    | Deltebre | masia        |                             | 40° 44′ 25″ N, 0° 43′ 22″ E / 40.7401895931354°N,0.722642038645052°E        |                                            |                     | Modifica les dades a Wikidata |
|        | Caseta d'Agustí de Poll          | Deltebre | masia        |                             | 40° 45′ 09″ N, 0° 41′ 57″ E / 40.7525669470055°N,0.699086690102979°E        |                                            |                     | Modifica les dades a Wikidata |
|        | Caseta d'Agustí de les Guixes    | Deltebre | masia        |                             | 40° 43′ 32″ N, 0° 49′ 02″ E / 40.7256135373446°N,0.817149384420858°E        |                                            |                     | Modifica les dades a Wikidata |
|        | Caseta d'Alvarado                | Deltebre | masia        |                             | 40° 45′ 27″ N, 0° 46′ 44″ E / 40.757398084719°N,0.77886161080027°E          |                                            |                     | Modifica les dades a Wikidata |
|        | Caseta d'Amadeo                  | Deltebre | masia        |                             | 40° 44′ 57″ N, 0° 44′ 22″ E / 40.7492738621309°N,0.739363982294057°E        |                                            |                     | Modifica les dades a Wikidata |
|        | Caseta d'Inocente                | Deltebre | masia        |                             | 40° 44′ 16″ N, 0° 41′ 37″ E / 40.7378125936044°N,0.693674324172692°E        |                                            |                     | Modifica les dades a Wikidata |
|        | Caseta de Bocatxeta              | Deltebre | masia        |                             | 40° 45′ 22″ N, 0° 41′ 47″ E / 40.7562311056321°N,0.696283231791058°E        |                                            |                     | Modifica les dades a Wikidata |
|        | Caseta de Buderos                | Deltebre | masia        |                             | 40° 44′ 16″ N, 0° 42′ 53″ E / 40.7378989747639°N,0.714762245624041°E        |                                            |                     | Modifica les dades a Wikidata |
|        | Caseta de Cabecilla              | Deltebre | masia        |                             | 40° 44′ 52″ N, 0° 44′ 47″ E / 40.7477177312768°N,0.746380956806399°E        |                                            |                     | Modifica les dades a Wikidata |
|        | Caseta de Calca                  | Deltebre | masia        |                             | 40° 45′ 06″ N, 0° 40′ 39″ E / 40.7516275936281°N,0.677384264510717°E        |                                            |                     | Modifica les dades a Wikidata |
|        | Caseta de Camalets               | Deltebre | masia        |                             | 40° 44′ 30″ N, 0° 45′ 11″ E / 40.7415878519028°N,0.75306602280469°E         |                                            |                     | Modifica les dades a Wikidata |
|        | Caseta de Camilo                 | Deltebre | masia        |                             | 40° 43′ 17″ N, 0° 45′ 11″ E / 40.7213187757558°N,0.752966703967066°E        |                                            |                     | Modifica les dades a Wikidata |
|        | Caseta de Colomines              | Deltebre | masia        |                             | 40° 44′ 30″ N, 0° 45′ 16″ E / 40.7415875781495°N,0.754439806909744°E        |                                            |                     | Modifica les dades a Wikidata |
|        | Caseta de Felip de Macià         | Deltebre | masia        |                             | 40° 45′ 05″ N, 0° 43′ 22″ E / 40.7514344550709°N,0.722814919494137°E        |                                            |                     | Modifica les dades a Wikidata |
|        | Caseta de Franc                  | Deltebre | masia        |                             | 40° 42′ 53″ N, 0° 48′ 55″ E / 40.7147047569121°N,0.815221107494718°E        |                                            |                     | Modifica les dades a Wikidata |
|        | Caseta de Frederiquet            | Deltebre | masia        |                             | 40° 44′ 26″ N, 0° 43′ 10″ E / 40.7405251090837°N,0.719563341293567°E        |                                            |                     | Modifica les dades a Wikidata |
|        | Caseta de Jeroni                 | Deltebre | masia        |                             | 40° 42′ 46″ N, 0° 45′ 28″ E / 40.71285472805°N,0.75785166376068°E           |                                            |                     | Modifica les dades a Wikidata |
|        | Caseta de Joan de l'Illa         | Deltebre | masia        |                             | 40° 44′ 56″ N, 0° 43′ 26″ E / 40.7489059511942°N,0.723860597698042°E        |                                            |                     | Modifica les dades a Wikidata |
|        | Caseta de Joan del Pas           | Deltebre | masia        |                             | 40° 44′ 35″ N, 0° 41′ 55″ E / 40.7431522985192°N,0.69854679006818°E         |                                            |                     | Modifica les dades a Wikidata |
|        | Caseta de Joanet de Gandaia      | Deltebre | masia        |                             | 40° 43′ 46″ N, 0° 43′ 22″ E / 40.72958276101°N,0.722849947720841°E          |                                            |                     | Modifica les dades a Wikidata |
|        | Caseta de Joanet de l'Havana     | Deltebre | masia        |                             | 40° 45′ 24″ N, 0° 43′ 58″ E / 40.7566471941864°N,0.732741204229881°E        |                                            |                     | Modifica les dades a Wikidata |
|        | Caseta de Joaquín de Rufo        | Deltebre | masia        |                             | 40° 45′ 02″ N, 0° 40′ 45″ E / 40.750574418289°N,0.679209433753823°E         |                                            |                     | Modifica les dades a Wikidata |
|        | Caseta de Joaquín de l'Estanc    | Deltebre | masia        |                             | 40° 44′ 29″ N, 0° 42′ 45″ E / 40.7415046939482°N,0.712625500963628°E        |                                            |                     | Modifica les dades a Wikidata |
|        | Caseta de Josep Xampaina         | Deltebre | masia        |                             | 40° 44′ 54″ N, 0° 46′ 48″ E / 40.7483850236749°N,0.779865394599659°E        |                                            |                     | Modifica les dades a Wikidata |
|        | Caseta de Josep del Toll         | Deltebre | masia        |                             | 40° 43′ 09″ N, 0° 45′ 53″ E / 40.7192423030333°N,0.764780778066365°E        |                                            |                     | Modifica les dades a Wikidata |
|        | Caseta de Juanito el Grill       | Deltebre | masia        |                             | 40° 44′ 45″ N, 0° 45′ 13″ E / 40.7459698110458°N,0.753747530544151°E        |                                            |                     | Modifica les dades a Wikidata |
|        | Caseta de Manigotxa              | Deltebre | masia        |                             | 40° 43′ 09″ N, 0° 47′ 17″ E / 40.7193021417387°N,0.787983131166641°E        |                                            |                     | Modifica les dades a Wikidata |
|        | Caseta de Mastegots              | Deltebre | masia        |                             | 40° 44′ 54″ N, 0° 46′ 13″ E / 40.7484316408272°N,0.770139813685009°E        |                                            |                     | Modifica les dades a Wikidata |
|        | Caseta de Mestres                | Deltebre | masia        |                             | 40° 43′ 52″ N, 0° 46′ 13″ E / 40.7311322999149°N,0.770362477042721°E        |                                            |                     | Modifica les dades a Wikidata |
|        | Caseta de Mingo Tabaquera        | Deltebre | masia        |                             | 40° 44′ 29″ N, 0° 41′ 35″ E / 40.7412693513799°N,0.69311668549181°E         |                                            |                     | Modifica les dades a Wikidata |
|        | Caseta de Paco                   | Deltebre | masia        |                             | 40° 43′ 13″ N, 0° 45′ 40″ E / 40.7203250257261°N,0.76115728867552°E         |                                            |                     | Modifica les dades a Wikidata |
|        | Caseta de Pantoni                | Deltebre | masia        |                             | 40° 44′ 53″ N, 0° 43′ 49″ E / 40.7481668068649°N,0.73023420986635°E         |                                            |                     | Modifica les dades a Wikidata |
|        | Caseta de Paperino               | Deltebre | masia        |                             | 40° 44′ 47″ N, 0° 45′ 09″ E / 40.7463956902564°N,0.752489601185375°E        |                                            |                     | Modifica les dades a Wikidata |
|        | Caseta de Pepet del Roig         | Deltebre | masia        |                             | 40° 44′ 53″ N, 0° 46′ 04″ E / 40.7480151814288°N,0.767702013847092°E        |                                            |                     | Modifica les dades a Wikidata |
|        | Caseta de Pepito de Pelló        | Deltebre | masia        |                             | 40° 44′ 36″ N, 0° 42′ 44″ E / 40.7433247125342°N,0.712195980068932°E        |                                            |                     | Modifica les dades a Wikidata |
|        | Caseta de Pere de Filipet        | Deltebre | masia        |                             | 40° 44′ 44″ N, 0° 44′ 35″ E / 40.7454357597809°N,0.742999708250049°E        |                                            |                     | Modifica les dades a Wikidata |
|        | Caseta de Pessigo                | Deltebre | masia        |                             | 40° 44′ 24″ N, 0° 41′ 34″ E / 40.7399274511716°N,0.692677526214179°E        |                                            |                     | Modifica les dades a Wikidata |
|        | Caseta de Petenera               | Deltebre | masia        |                             | 40° 44′ 02″ N, 0° 46′ 08″ E / 40.7337903638258°N,0.769006658674362°E        |                                            |                     | Modifica les dades a Wikidata |
|        | Caseta de Ramon                  | Deltebre | masia        |                             | 40° 45′ 22″ N, 0° 45′ 09″ E / 40.7561895144904°N,0.752621612549328°E        |                                            |                     | Modifica les dades a Wikidata |
|        | Caseta de Ramon Talego           | Deltebre | masia        |                             | 40° 44′ 32″ N, 0° 44′ 55″ E / 40.7420958966379°N,0.748631488441773°E        |                                            |                     | Modifica les dades a Wikidata |
|        | Caseta de Ramon de David         | Deltebre | masia        |                             | 40° 44′ 51″ N, 0° 45′ 48″ E / 40.7475234378957°N,0.763241450182928°E        |                                            |                     | Modifica les dades a Wikidata |
|        | Caseta de Ratadet                | Deltebre | masia        |                             | 40° 42′ 54″ N, 0° 48′ 57″ E / 40.715038913063°N,0.815742900032887°E         |                                            |                     | Modifica les dades a Wikidata |
|        | Caseta de Rei                    | Deltebre | masia        |                             | 40° 45′ 11″ N, 0° 44′ 36″ E / 40.75310818259°N,0.74346997305339°E           |                                            |                     | Modifica les dades a Wikidata |
|        | Caseta de Remírez                | Deltebre | masia        |                             | 40° 44′ 52″ N, 0° 43′ 51″ E / 40.7477279062479°N,0.73081765006304°E         |                                            |                     | Modifica les dades a Wikidata |
|        | Caseta de Rovira                 | Deltebre | masia        |                             | 40° 43′ 44″ N, 0° 48′ 26″ E / 40.7287569436806°N,0.807159656930321°E        |                                            |                     | Modifica les dades a Wikidata |
|        | Caseta de Tomàs Losano           | Deltebre | masia        |                             | 40° 44′ 44″ N, 0° 45′ 24″ E / 40.7456869348491°N,0.756800862620044°E        |                                            |                     | Modifica les dades a Wikidata |
|        | Caseta de Toni Trucs             | Deltebre | masia        |                             | 40° 45′ 02″ N, 0° 41′ 55″ E / 40.750419270527°N,0.69855258629082°E          |                                            |                     | Modifica les dades a Wikidata |
|        | Caseta de Torres                 | Deltebre | masia        |                             | 40° 44′ 50″ N, 0° 45′ 44″ E / 40.7472038836309°N,0.762091460594832°E        |                                            |                     | Modifica les dades a Wikidata |
|        | Caseta de Vidal                  | Deltebre | masia        |                             | 40° 44′ 36″ N, 0° 41′ 52″ E / 40.7432712604841°N,0.697737355293988°E        |                                            |                     | Modifica les dades a Wikidata |
|        | Caseta de l'Agustí               | Deltebre | masia        |                             | 40° 44′ 01″ N, 0° 46′ 23″ E / 40.7335899570811°N,0.773086827791158°E        |                                            |                     | Modifica les dades a Wikidata |
|        | Caseta de l'Armando              | Deltebre | masia        |                             | 40° 42′ 44″ N, 0° 45′ 26″ E / 40.7122851949254°N,0.757188848227476°E        |                                            |                     | Modifica les dades a Wikidata |
|        | Caseta de l'Arturo de Pessigo    | Deltebre | masia        |                             | 40° 44′ 29″ N, 0° 41′ 46″ E / 40.7414526061177°N,0.695976306132527°E        |                                            |                     | Modifica les dades a Wikidata |
|        | Caseta de l'Estorac              | Deltebre | masia        |                             | 40° 44′ 58″ N, 0° 41′ 08″ E / 40.7493751330695°N,0.685421971551865°E        |                                            |                     | Modifica les dades a Wikidata |
|        | Caseta de l'Oveta                | Deltebre | masia        |                             | 40° 43′ 46″ N, 0° 42′ 13″ E / 40.7294740314046°N,0.703730948777786°E        |                                            |                     | Modifica les dades a Wikidata |
|        | Caseta de la Campanera           | Deltebre | masia        |                             | 40° 44′ 20″ N, 0° 48′ 49″ E / 40.7388869329407°N,0.813612622041002°E        |                                            |                     | Modifica les dades a Wikidata |
|        | Caseta de la Cinta               | Deltebre | masia        |                             | 40° 44′ 05″ N, 0° 45′ 26″ E / 40.7347075865699°N,0.757311953541165°E        |                                            |                     | Modifica les dades a Wikidata |
|        | Caseta de la Manuelota           | Deltebre | masia        |                             | 40° 44′ 10″ N, 0° 41′ 53″ E / 40.7359915214638°N,0.698106879603694°E        |                                            |                     | Modifica les dades a Wikidata |
|        | Caseta de la Marquesa            | Deltebre | masia        |                             | 40° 45′ 30″ N, 0° 47′ 26″ E / 40.7582718204947°N,0.790470093908141°E        |                                            |                     | Modifica les dades a Wikidata |
|        | Caseta de la Pepeta del Cotxeret | Deltebre | masia        |                             | 40° 45′ 10″ N, 0° 41′ 02″ E / 40.7528952588485°N,0.683985064967631°E        |                                            |                     | Modifica les dades a Wikidata |
|        | Caseta de la Petronila           | Deltebre | masia        |                             | 40° 44′ 53″ N, 0° 44′ 44″ E / 40.7481049972282°N,0.74545588572798°E         |                                            |                     | Modifica les dades a Wikidata |
|        | Caseta de la Rafelona            | Deltebre | masia        |                             | 40° 45′ 02″ N, 0° 46′ 47″ E / 40.7506636318434°N,0.779848794030219°E        |                                            |                     | Modifica les dades a Wikidata |
|        | Caseta de la Verònica            | Deltebre | masia        |                             | 40° 43′ 10″ N, 0° 45′ 24″ E / 40.7195639441115°N,0.756755021418369°E        |                                            |                     | Modifica les dades a Wikidata |
|        | Caseta del Baio                  | Deltebre | masia        |                             | 40° 43′ 55″ N, 0° 44′ 17″ E / 40.7320517346234°N,0.738005312181628°E        |                                            |                     | Modifica les dades a Wikidata |
|        | Caseta del Bartomeu              | Deltebre | masia        |                             | 40° 45′ 34″ N, 0° 41′ 20″ E / 40.7593238116012°N,0.68878452616872°E         |                                            |                     | Modifica les dades a Wikidata |
|        | Caseta del Bel                   | Deltebre | masia        |                             | 40° 45′ 12″ N, 0° 41′ 16″ E / 40.7534663150116°N,0.687755611338576°E        |                                            |                     | Modifica les dades a Wikidata |
|        | Caseta del Biel                  | Deltebre | masia        |                             | 40° 45′ 02″ N, 0° 42′ 33″ E / 40.750631312221°N,0.70920515567938°E          |                                            |                     | Modifica les dades a Wikidata |
|        | Caseta del Birret                | Deltebre | masia        |                             | 40° 45′ 40″ N, 0° 44′ 31″ E / 40.761186389694°N,0.74201203467547°E          |                                            |                     | Modifica les dades a Wikidata |
|        | Caseta del Bisbe                 | Deltebre | masia        |                             | 40° 44′ 47″ N, 0° 45′ 40″ E / 40.7463933571809°N,0.761171144617962°E        |                                            |                     | Modifica les dades a Wikidata |
|        | Caseta del Blanco del Molinero   | Deltebre | masia        |                             | 40° 45′ 06″ N, 0° 46′ 24″ E / 40.7516649795717°N,0.773383796138558°E        |                                            |                     | Modifica les dades a Wikidata |
|        | Caseta del Borni                 | Deltebre | masia        |                             | 40° 43′ 16″ N, 0° 45′ 40″ E / 40.721025172605°N,0.76112912040123°E          |                                            |                     | Modifica les dades a Wikidata |
|        | Caseta del Brosses               | Deltebre | masia        |                             | 40° 43′ 58″ N, 0° 46′ 30″ E / 40.7328770534912°N,0.774886813318079°E        |                                            |                     | Modifica les dades a Wikidata |
|        | Caseta del Camany                | Deltebre | masia        |                             | 40° 43′ 35″ N, 0° 49′ 04″ E / 40.7262911100704°N,0.817731087786529°E        |                                            |                     | Modifica les dades a Wikidata |
|        | Caseta del Camarlenc             | Deltebre | masia        |                             | 40° 45′ 33″ N, 0° 41′ 25″ E / 40.7592629638438°N,0.690243686668721°E        |                                            |                     | Modifica les dades a Wikidata |
|        | Caseta del Camat                 | Deltebre | masia        |                             | 40° 44′ 36″ N, 0° 44′ 08″ E / 40.7433180538288°N,0.735598288581144°E        |                                            |                     | Modifica les dades a Wikidata |
|        | Caseta del Carnisser             | Deltebre | masia        |                             | 40° 44′ 15″ N, 0° 43′ 39″ E / 40.737480360746°N,0.72741957659779°E          |                                            |                     | Modifica les dades a Wikidata |
|        | Caseta del Caseret               | Deltebre | masia        |                             | 40° 44′ 54″ N, 0° 42′ 38″ E / 40.7482821568457°N,0.710545498072186°E        |                                            |                     | Modifica les dades a Wikidata |
|        | Caseta del Caseret               | Deltebre | masia        |                             | 40° 45′ 53″ N, 0° 42′ 30″ E / 40.7646886400359°N,0.708465883106012°E        |                                            |                     | Modifica les dades a Wikidata |
|        | Caseta del Cego                  | Deltebre | masia        |                             | 40° 45′ 19″ N, 0° 46′ 17″ E / 40.755194491552°N,0.771441806575988°E         |                                            |                     | Modifica les dades a Wikidata |
|        | Caseta del Cisco de Lluc         | Deltebre | masia        |                             | 40° 45′ 10″ N, 0° 40′ 57″ E / 40.752847540583°N,0.682506121465378°E         |                                            |                     | Modifica les dades a Wikidata |
|        | Caseta del Conrado               | Deltebre | masia        |                             | 40° 44′ 20″ N, 0° 43′ 07″ E / 40.7387700380512°N,0.71872329023983°E         |                                            |                     | Modifica les dades a Wikidata |
|        | Caseta del Cotxeret              | Deltebre | masia        |                             | 40° 45′ 11″ N, 0° 41′ 01″ E / 40.7529677138822°N,0.683556135798327°E        |                                            |                     | Modifica les dades a Wikidata |
|        | Caseta del Cotxo                 | Deltebre | masia        |                             | 40° 45′ 17″ N, 0° 41′ 04″ E / 40.754850460121°N,0.68446205767511°E          |                                            |                     | Modifica les dades a Wikidata |
|        | Caseta del Fermín                | Deltebre | masia        |                             | 40° 43′ 52″ N, 0° 42′ 17″ E / 40.7312147291029°N,0.704748607078952°E        |                                            |                     | Modifica les dades a Wikidata |
|        | Caseta del Fernando              | Deltebre | masia        |                             | 40° 44′ 01″ N, 0° 46′ 35″ E / 40.7336979651227°N,0.776351481779043°E        |                                            |                     | Modifica les dades a Wikidata |
|        | Caseta del Fill Mastegots        | Deltebre | masia        |                             | 40° 44′ 57″ N, 0° 46′ 24″ E / 40.7490787174771°N,0.773327976934758°E        |                                            |                     | Modifica les dades a Wikidata |
|        | Caseta del Florèncio             | Deltebre | masia        |                             | 40° 44′ 00″ N, 0° 46′ 25″ E / 40.7332498481939°N,0.773666561808502°E        |                                            |                     | Modifica les dades a Wikidata |
|        | Caseta del Gorrill               | Deltebre | masia        |                             | 40° 44′ 37″ N, 0° 45′ 40″ E / 40.7436344583703°N,0.761038683655381°E        |                                            |                     | Modifica les dades a Wikidata |
|        | Caseta del Jaumet                | Deltebre | masia        |                             | 40° 43′ 11″ N, 0° 45′ 14″ E / 40.7195971063796°N,0.753829678616351°E        |                                            |                     | Modifica les dades a Wikidata |
|        | Caseta del Jironet               | Deltebre | masia        |                             | 40° 43′ 14″ N, 0° 44′ 45″ E / 40.7204862451713°N,0.745843877091146°E        |                                            |                     | Modifica les dades a Wikidata |
|        | Caseta del Joan Amenós           | Deltebre | masia        |                             | 40° 44′ 02″ N, 0° 45′ 51″ E / 40.7339314000748°N,0.764194279014437°E        |                                            |                     | Modifica les dades a Wikidata |
|        | Caseta del Joan Castells         | Deltebre | masia        |                             | 40° 44′ 01″ N, 0° 45′ 52″ E / 40.733594835987°N,0.764489746698182°E         |                                            |                     | Modifica les dades a Wikidata |
|        | Caseta del José de Marieta       | Deltebre | masia        |                             | 40° 44′ 19″ N, 0° 42′ 53″ E / 40.7387022152943°N,0.714841324459839°E        |                                            |                     | Modifica les dades a Wikidata |
|        | Caseta del Malhivern             | Deltebre | masia        |                             | 40° 43′ 56″ N, 0° 42′ 27″ E / 40.7322805308667°N,0.707613051453834°E        |                                            |                     | Modifica les dades a Wikidata |
|        | Caseta del Maxiquito             | Deltebre | masia        |                             | 40° 45′ 59″ N, 0° 42′ 24″ E / 40.7662747715557°N,0.70669352622572°E         |                                            |                     | Modifica les dades a Wikidata |
|        | Caseta del Modisto               | Deltebre | masia        |                             | 40° 45′ 04″ N, 0° 40′ 25″ E / 40.7511014480423°N,0.673624192852274°E        |                                            |                     | Modifica les dades a Wikidata |
|        | Caseta del Molinero              | Deltebre | masia        |                             | 40° 43′ 53″ N, 0° 44′ 19″ E / 40.7313238085555°N,0.738550981754113°E        |                                            |                     | Modifica les dades a Wikidata |
|        | Caseta del Panissello            | Deltebre | masia        |                             | 40° 44′ 23″ N, 0° 42′ 47″ E / 40.7397012678526°N,0.71298337253247°E         |                                            |                     | Modifica les dades a Wikidata |
|        | Caseta del Pantòstic             | Deltebre | masia        |                             | 40° 41′ 50″ N, 0° 46′ 56″ E / 40.6971240611107°N,0.78229079736014°E         |                                            |                     | Modifica les dades a Wikidata |
|        | Caseta del Parc                  | Deltebre | masia        |                             | 40° 44′ 37″ N, 0° 47′ 11″ E / 40.7434926633903°N,0.786364308514613°E        |                                            |                     | Modifica les dades a Wikidata |
|        | Caseta del Pasqualet             | Deltebre | masia        |                             | 40° 44′ 57″ N, 0° 43′ 18″ E / 40.7492781965108°N,0.721727783744802°E        |                                            |                     | Modifica les dades a Wikidata |
|        | Caseta del Pelló                 | Deltebre | masia        |                             | 40° 44′ 54″ N, 0° 43′ 46″ E / 40.7482947596243°N,0.729412617649976°E        |                                            |                     | Modifica les dades a Wikidata |
|        | Caseta del Pepet de l'Havana     | Deltebre | masia        |                             | 40° 45′ 30″ N, 0° 43′ 44″ E / 40.7584073584974°N,0.72880777900009°E         |                                            |                     | Modifica les dades a Wikidata |
|        | Caseta del Pere Gorril           | Deltebre | masia        |                             | 40° 45′ 26″ N, 0° 47′ 14″ E / 40.7573292761233°N,0.78735035311482°E         |                                            |                     | Modifica les dades a Wikidata |
|        | Caseta del Perellonenc           | Deltebre | masia        |                             | 40° 44′ 06″ N, 0° 42′ 00″ E / 40.7349559979031°N,0.699930677337174°E        |                                            |                     | Modifica les dades a Wikidata |
|        | Caseta del Perit                 | Deltebre | masia        |                             | 40° 44′ 34″ N, 0° 41′ 37″ E / 40.7426588594967°N,0.693684488811732°E        |                                            |                     | Modifica les dades a Wikidata |
|        | Caseta del Quel                  | Deltebre | masia        |                             | 40° 44′ 30″ N, 0° 43′ 41″ E / 40.7417570482963°N,0.72813101950448°E         |                                            |                     | Modifica les dades a Wikidata |
|        | Caseta del Rafel                 | Deltebre | masia        |                             | 40° 43′ 35″ N, 0° 44′ 51″ E / 40.7264345572978°N,0.747395431588358°E        |                                            |                     | Modifica les dades a Wikidata |
|        | Caseta del Rafelet de l'Illa     | Deltebre | masia        |                             | 40° 45′ 26″ N, 0° 42′ 44″ E / 40.7572046076044°N,0.712158252261043°E        |                                            |                     | Modifica les dades a Wikidata |
|        | Caseta del Redó                  | Deltebre | masia        |                             | 40° 45′ 36″ N, 0° 42′ 26″ E / 40.7600434042439°N,0.707239504096903°E        |                                            |                     | Modifica les dades a Wikidata |
|        | Caseta del Restoco               | Deltebre | masia        |                             | 40° 43′ 14″ N, 0° 45′ 35″ E / 40.7206280053318°N,0.759596200599176°E        |                                            |                     | Modifica les dades a Wikidata |
|        | Caseta del Roig                  | Deltebre | masia        |                             | 40° 43′ 37″ N, 0° 45′ 01″ E / 40.7268599612051°N,0.750270105083996°E        |                                            |                     | Modifica les dades a Wikidata |
|        | Caseta del Roman                 | Deltebre | masia        |                             | 40° 44′ 05″ N, 0° 45′ 23″ E / 40.7347367191759°N,0.756493899304089°E        |                                            |                     | Modifica les dades a Wikidata |
|        | Caseta del Rompiendo             | Deltebre | masia        |                             | 40° 44′ 01″ N, 0° 42′ 24″ E / 40.7336389347765°N,0.706619090698057°E        |                                            |                     | Modifica les dades a Wikidata |
|        | Caseta del Sarasa                | Deltebre | masia        |                             | 40° 45′ 07″ N, 0° 43′ 20″ E / 40.7518619738831°N,0.722113335342312°E        |                                            |                     | Modifica les dades a Wikidata |
|        | Caseta del Sarasó                | Deltebre | masia        |                             | 40° 44′ 30″ N, 0° 43′ 37″ E / 40.7416693252049°N,0.726878661636231°E        |                                            |                     | Modifica les dades a Wikidata |
|        | Caseta del Sarasó                | Deltebre | masia        |                             | 40° 45′ 35″ N, 0° 42′ 15″ E / 40.759712144369°N,0.704170919024494°E         |                                            |                     | Modifica les dades a Wikidata |
|        | Caseta del Serrilo               | Deltebre | masia        |                             | 40° 44′ 52″ N, 0° 43′ 44″ E / 40.7477430171096°N,0.728839196219206°E        |                                            |                     | Modifica les dades a Wikidata |
|        | Caseta del Sillero               | Deltebre | masia        |                             | 40° 45′ 03″ N, 0° 46′ 39″ E / 40.7508710095507°N,0.777520357961402°E        |                                            |                     | Modifica les dades a Wikidata |
|        | Caseta del Taruga                | Deltebre | masia        |                             | 40° 43′ 12″ N, 0° 45′ 07″ E / 40.7199099218169°N,0.751853878364166°E        |                                            |                     | Modifica les dades a Wikidata |
|        | Caseta del Tonet de Trucs        | Deltebre | masia        |                             | 40° 45′ 06″ N, 0° 42′ 05″ E / 40.7515870439406°N,0.701442028700729°E        |                                            |                     | Modifica les dades a Wikidata |
|        | Caseta dels Canareus             | Deltebre | masia        |                             | 40° 44′ 04″ N, 0° 48′ 12″ E / 40.734446579051°N,0.80330856134104°E          |                                            |                     | Modifica les dades a Wikidata |
|        | Caseta dels Caçadors             | Deltebre | masia        |                             | 40° 42′ 44″ N, 0° 49′ 03″ E / 40.7121708967674°N,0.817458440074105°E        |                                            |                     | Modifica les dades a Wikidata |
|        | Caseta dels Mossos               | Deltebre | masia        |                             | 40° 43′ 40″ N, 0° 44′ 23″ E / 40.7277350225948°N,0.739738172549322°E        |                                            |                     | Modifica les dades a Wikidata |
|        | Caseta dels Pescadors            | Deltebre | masia        |                             | 40° 45′ 04″ N, 0° 47′ 06″ E / 40.751210653339°N,0.78498988097972°E          |                                            |                     | Modifica les dades a Wikidata |
|        | Casetes de Nyiquis               | Deltebre | masia        |                             | 40° 44′ 29″ N, 0° 45′ 01″ E / 40.7415244153267°N,0.750273240514701°E        |                                            |                     | Modifica les dades a Wikidata |
|        | Casetes dels Pescadors           | Deltebre | masia        |                             | 40° 43′ 13″ N, 0° 51′ 30″ E / 40.7202340152065°N,0.858383538873891°E        |                                            |                     | Modifica les dades a Wikidata |
|        | Casetes dels Rollos              | Deltebre | masia        |                             | 40° 44′ 33″ N, 0° 45′ 30″ E / 40.7426008652224°N,0.758373139921029°E        |                                            |                     | Modifica les dades a Wikidata |
|        | Estació biològica del Canal Vell | Deltebre | masia        |                             | 40° 44′ 37″ N, 0° 47′ 13″ E / 40.743586169638°N,0.78701258731023°E          |                                            |                     | Modifica les dades a Wikidata |
|        | Finca de Grego                   | Deltebre | masia        |                             | 40° 44′ 06″ N, 0° 42′ 31″ E / 40.7351373754405°N,0.708592537570097°E        |                                            |                     | Modifica les dades a Wikidata |
|        | Finca de Manolo                  | Deltebre | masia        |                             | 40° 43′ 06″ N, 0° 42′ 37″ E / 40.718226439552°N,0.71031696057797°E          |                                            |                     | Modifica les dades a Wikidata |
|        | Isidro                           | Deltebre | masia        |                             | 40° 43′ 17″ N, 0° 50′ 05″ E / 40.7213304014662°N,0.834598546349351°E        |                                            |                     | Modifica les dades a Wikidata |
|        | Mas Albacar                      | Deltebre | masia        |                             | 40° 44′ 28″ N, 0° 42′ 12″ E / 40.7411422053059°N,0.703447949597743°E        |                                            |                     | Modifica les dades a Wikidata |
|        | Mas Anton                        | Deltebre | masia        |                             | 40° 45′ 20″ N, 0° 42′ 16″ E / 40.7555544526927°N,0.704361408305131°E        |                                            |                     | Modifica les dades a Wikidata |
|        | Mas Canyadora                    | Deltebre | masia        |                             | 40° 44′ 05″ N, 0° 44′ 41″ E / 40.7348037318452°N,0.744685494149482°E        |                                            |                     | Modifica les dades a Wikidata |
|        | Mas Juanito Parrillo             | Deltebre | masia        |                             | 40° 43′ 17″ N, 0° 47′ 26″ E / 40.7214605142984°N,0.790622858089817°E        |                                            |                     | Modifica les dades a Wikidata |
|        | Mas Mortimer                     | Deltebre | masia        |                             | 40° 43′ 11″ N, 0° 40′ 51″ E / 40.7196842987942°N,0.680839603938291°E        |                                            |                     | Modifica les dades a Wikidata |
|        | Mas Mullera                      | Deltebre | masia        |                             | 40° 43′ 49″ N, 0° 42′ 50″ E / 40.7303877113467°N,0.713906329588728°E        |                                            |                     | Modifica les dades a Wikidata |
|        | Mas Nou                          | Deltebre | masia        |                             | 40° 45′ 19″ N, 0° 43′ 24″ E / 40.755413211148°N,0.72325515329694°E          |                                            |                     | Modifica les dades a Wikidata |
|        | Mas Paco el Parrillo             | Deltebre | masia        |                             | 40° 43′ 12″ N, 0° 47′ 25″ E / 40.7200028144043°N,0.790233032228629°E        |                                            |                     | Modifica les dades a Wikidata |
|        | Mas Panissello                   | Deltebre | masia        |                             | 40° 45′ 05″ N, 0° 41′ 49″ E / 40.7513255975598°N,0.696914573747315°E        |                                            |                     | Modifica les dades a Wikidata |
|        | Mas Tramontano                   | Deltebre | masia        |                             | 40° 42′ 36″ N, 0° 49′ 17″ E / 40.7101028322555°N,0.821467843030408°E        |                                            |                     | Modifica les dades a Wikidata |
|        | Mas d'Anton                      | Deltebre | masia        |                             | 40° 44′ 00″ N, 0° 39′ 41″ E / 40.7333257971758°N,0.661407796726672°E        |                                            |                     | Modifica les dades a Wikidata |
|        | Mas d'Avall                      | Deltebre | masia        |                             | 40° 43′ 04″ N, 0° 41′ 29″ E / 40.717849226276°N,0.69138830939428°E          |                                            |                     | Modifica les dades a Wikidata |
|        | Mas de Batistet                  | Deltebre | masia        |                             | 40° 43′ 03″ N, 0° 45′ 16″ E / 40.7176370087291°N,0.754475687538626°E        |                                            |                     | Modifica les dades a Wikidata |
|        | Mas de Blai Raboseta             | Deltebre | masia        |                             | 40° 44′ 29″ N, 0° 44′ 23″ E / 40.7413092902408°N,0.739728533577814°E        |                                            |                     | Modifica les dades a Wikidata |
|        | Mas de Bombita                   | Deltebre | masia        |                             | 40° 43′ 35″ N, 0° 48′ 16″ E / 40.7265048573065°N,0.804309068652479°E        |                                            |                     | Modifica les dades a Wikidata |
|        | Mas de Bonastre                  | Deltebre | masia        | Estil: arquitectura popular |                                                                             | bé integrant del patrimoni cultural català |                     | Modifica les dades a Wikidata |
|        | Mas de Bonos                     | Deltebre | masia        |                             | 40° 42′ 20″ N, 0° 46′ 22″ E / 40.7055078684483°N,0.772815615544172°E        |                                            |                     | Modifica les dades a Wikidata |
|        | Mas de Cabecillo                 | Deltebre | masia        |                             | 40° 41′ 48″ N, 0° 47′ 10″ E / 40.6967390001879°N,0.786161771003022°E        |                                            |                     | Modifica les dades a Wikidata |
|        | Mas de Calbet                    | Deltebre | masia        |                             | 40° 45′ 10″ N, 0° 43′ 15″ E / 40.752734766977°N,0.72069768831948°E          |                                            |                     | Modifica les dades a Wikidata |
|        | Mas de Calca                     | Deltebre | masia        |                             | 40° 43′ 22″ N, 0° 44′ 54″ E / 40.7227623383784°N,0.748466465784321°E        |                                            |                     | Modifica les dades a Wikidata |
|        | Mas de Carrasco                  | Deltebre | masia        |                             | 40° 43′ 27″ N, 0° 45′ 39″ E / 40.724280987528°N,0.760776029219387°E         |                                            |                     | Modifica les dades a Wikidata |
|        | Mas de Carroll                   | Deltebre | masia        |                             | 40° 44′ 54″ N, 0° 44′ 37″ E / 40.7484675144182°N,0.74372624184113°E         |                                            |                     | Modifica les dades a Wikidata |
|        | Mas de Cartes                    | Deltebre | masia        |                             | 40° 44′ 30″ N, 0° 40′ 23″ E / 40.7417924033706°N,0.672965783249138°E        |                                            |                     | Modifica les dades a Wikidata |
|        | Mas de Catxina                   | Deltebre | masia        |                             | 40° 43′ 44″ N, 0° 40′ 45″ E / 40.7288048469656°N,0.679291408783709°E        |                                            |                     | Modifica les dades a Wikidata |
|        | Mas de Coa                       | Deltebre | masia        |                             | 40° 43′ 42″ N, 0° 38′ 07″ E / 40.728296870603°N,0.635203551487786°E         |                                            |                     | Modifica les dades a Wikidata |
|        | Mas de Curruta                   | Deltebre | masia        |                             | 40° 45′ 20″ N, 0° 46′ 53″ E / 40.755643296683°N,0.78128910368931°E          |                                            |                     | Modifica les dades a Wikidata |
|        | Mas de Figueres                  | Deltebre | masia        |                             | 40° 45′ 20″ N, 0° 45′ 47″ E / 40.7554825906018°N,0.763057502845533°E        |                                            |                     | Modifica les dades a Wikidata |
|        | Mas de Franquet                  | Deltebre | masia        |                             | 40° 44′ 23″ N, 0° 39′ 25″ E / 40.7397028788411°N,0.656956604335517°E        |                                            |                     | Modifica les dades a Wikidata |
|        | Mas de Guixes                    | Deltebre | masia        |                             | 40° 43′ 31″ N, 0° 49′ 00″ E / 40.7252505880698°N,0.816533725335881°E        |                                            |                     | Modifica les dades a Wikidata |
|        | Mas de Jeroni                    | Deltebre | masia        |                             | 40° 43′ 07″ N, 0° 47′ 31″ E / 40.7185406520526°N,0.791962521879566°E        |                                            |                     | Modifica les dades a Wikidata |
|        | Mas de Josep Calca               | Deltebre | masia        |                             | 40° 43′ 05″ N, 0° 47′ 32″ E / 40.718086079313°N,0.792214324065256°E         |                                            |                     | Modifica les dades a Wikidata |
|        | Mas de Llorente                  | Deltebre | masia        |                             | 40° 44′ 45″ N, 0° 41′ 26″ E / 40.74575306531°N,0.69042313336012°E           |                                            |                     | Modifica les dades a Wikidata |
|        | Mas de Lluc                      | Deltebre | masia        |                             | 40° 43′ 11″ N, 0° 38′ 01″ E / 40.7198579598128°N,0.633501619507011°E        |                                            |                     | Modifica les dades a Wikidata |
|        | Mas de Mangraner                 | Deltebre | masia        |                             | 40° 44′ 45″ N, 0° 45′ 55″ E / 40.7458357000617°N,0.765394351984931°E        |                                            |                     | Modifica les dades a Wikidata |
|        | Mas de Marcenc                   | Deltebre | masia        |                             | 40° 44′ 47″ N, 0° 45′ 00″ E / 40.7464464879302°N,0.750012546989295°E        |                                            |                     | Modifica les dades a Wikidata |
|        | Mas de Miro                      | Deltebre | masia        |                             | 40° 45′ 09″ N, 0° 45′ 35″ E / 40.7523756853857°N,0.759845136289966°E        |                                            |                     | Modifica les dades a Wikidata |
|        | Mas de Modac                     | Deltebre | masia        |                             | 40° 43′ 29″ N, 0° 49′ 13″ E / 40.724858613246°N,0.82019981187458°E          |                                            |                     | Modifica les dades a Wikidata |
|        | Mas de Montanyana                | Deltebre | masia        |                             | 40° 44′ 38″ N, 0° 40′ 24″ E / 40.7438644196255°N,0.673426472016145°E        |                                            |                     | Modifica les dades a Wikidata |
|        | Mas de Navarro                   | Deltebre | masia        |                             | 40° 43′ 16″ N, 0° 37′ 51″ E / 40.721126601109°N,0.63089601135756°E          |                                            |                     | Modifica les dades a Wikidata |
|        | Mas de Parrillo                  | Deltebre | masia        |                             | 40° 42′ 55″ N, 0° 47′ 17″ E / 40.7152208541196°N,0.787940708832564°E        |                                            |                     | Modifica les dades a Wikidata |
|        | Mas de Patacó                    | Deltebre | masia        |                             | 40° 44′ 46″ N, 0° 45′ 01″ E / 40.7462200616445°N,0.750411024281043°E        |                                            |                     | Modifica les dades a Wikidata |
|        | Mas de Pegueroles                | Deltebre | masia        | Anomenat per: Pegueroles    | 40° 44′ 14″ N, 0° 48′ 39″ E / 40.737291918943°N,0.810728003586514°E         |                                            |                     | Modifica les dades a Wikidata |
|        | Mas de Pelló                     | Deltebre | masia        |                             | 40° 44′ 54″ N, 0° 43′ 55″ E / 40.7482801802249°N,0.731876675822757°E        |                                            |                     | Modifica les dades a Wikidata |
|        | Mas de Pepito del Mestre         | Deltebre | masia        |                             | 40° 43′ 39″ N, 0° 45′ 56″ E / 40.727418115807°N,0.76565087749967°E          |                                            |                     | Modifica les dades a Wikidata |
|        | Mas de Pinyolet                  | Deltebre | masia        |                             | 40° 43′ 23″ N, 0° 45′ 08″ E / 40.723008118381°N,0.752294204307271°E         |                                            |                     | Modifica les dades a Wikidata |
|        | Mas de Porcal                    | Deltebre | masia        |                             | 40° 44′ 49″ N, 0° 44′ 53″ E / 40.7468132251588°N,0.74803410814875°E         |                                            |                     | Modifica les dades a Wikidata |
|        | Mas de Revé                      | Deltebre | masia        |                             | 40° 43′ 31″ N, 0° 45′ 03″ E / 40.7252498039496°N,0.750845312331003°E        |                                            |                     | Modifica les dades a Wikidata |
|        | Mas de Roda-soques               | Deltebre | masia        |                             | 40° 43′ 52″ N, 0° 39′ 06″ E / 40.7311209732003°N,0.651751807950956°E        |                                            |                     | Modifica les dades a Wikidata |
|        | Mas de Roig                      | Deltebre | masia        |                             | 40° 43′ 51″ N, 0° 41′ 57″ E / 40.7307604801188°N,0.699127955683569°E        |                                            |                     | Modifica les dades a Wikidata |
|        | Mas de Roque                     | Deltebre | masia        |                             | 40° 43′ 24″ N, 0° 44′ 40″ E / 40.723403030079°N,0.74447404695429°E          |                                            |                     | Modifica les dades a Wikidata |
|        | Mas de Silletes                  | Deltebre | masia        |                             | 40° 43′ 54″ N, 0° 41′ 17″ E / 40.7318004294899°N,0.688068073690901°E        |                                            |                     | Modifica les dades a Wikidata |
|        | Mas de Tarogus                   | Deltebre | masia        |                             | 40° 43′ 05″ N, 0° 45′ 02″ E / 40.7179724996372°N,0.750427414778543°E        |                                            |                     | Modifica les dades a Wikidata |
|        | Mas de Taruguet                  | Deltebre | masia        |                             | 40° 43′ 06″ N, 0° 45′ 05″ E / 40.7184329567057°N,0.751406363437834°E        |                                            |                     | Modifica les dades a Wikidata |
|        | Mas de Vilagrassa                | Deltebre | masia        |                             | 40° 43′ 24″ N, 0° 38′ 31″ E / 40.7232362488939°N,0.641882650201841°E        |                                            |                     | Modifica les dades a Wikidata |
|        | Mas de l'Amparo                  | Deltebre | masia        |                             | 40° 43′ 02″ N, 0° 45′ 20″ E / 40.7172087899722°N,0.755614746617804°E        |                                            |                     | Modifica les dades a Wikidata |
|        | Mas de l'Avi                     | Deltebre | masia        |                             | 40° 42′ 41″ N, 0° 37′ 15″ E / 40.7113994740303°N,0.620780171905345°E        |                                            |                     | Modifica les dades a Wikidata |
|        | Mas de la Boquera                | Deltebre | masia        |                             | 40° 43′ 02″ N, 0° 46′ 32″ E / 40.7173333439122°N,0.775534916035963°E        |                                            |                     | Modifica les dades a Wikidata |
|        | Mas de la Fonsa                  | Deltebre | masia        |                             | 40° 42′ 15″ N, 0° 48′ 30″ E / 40.7041418882815°N,0.808263468263067°E        |                                            |                     | Modifica les dades a Wikidata |
|        | Mas de la Paridora               | Deltebre | masia        |                             | 40° 43′ 36″ N, 0° 39′ 35″ E / 40.7265474749269°N,0.659845524754777°E        |                                            |                     | Modifica les dades a Wikidata |
|        | Mas de la Parrilla               | Deltebre | masia        |                             | 40° 43′ 01″ N, 0° 47′ 22″ E / 40.7168805924639°N,0.789472110361525°E        |                                            |                     | Modifica les dades a Wikidata |
|        | Mas de la Xirima                 | Deltebre | masia        |                             | 40° 42′ 59″ N, 0° 48′ 13″ E / 40.7164484353286°N,0.803633389032928°E        |                                            |                     | Modifica les dades a Wikidata |
|        | Mas del Capità                   | Deltebre | masia        |                             | 40° 42′ 46″ N, 0° 37′ 42″ E / 40.7128865093729°N,0.628255941904529°E        |                                            |                     | Modifica les dades a Wikidata |
|        | Mas del Cego                     | Deltebre | masia        |                             | 40° 46′ 11″ N, 0° 43′ 22″ E / 40.769815439489°N,0.72276338654778°E          |                                            |                     | Modifica les dades a Wikidata |
|        | Mas del Celestino                | Deltebre | masia        |                             | 40° 43′ 52″ N, 0° 42′ 36″ E / 40.7312392967782°N,0.710064367789314°E        |                                            |                     | Modifica les dades a Wikidata |
|        | Mas del Florèncio                | Deltebre | masia        |                             | 40° 44′ 55″ N, 0° 44′ 01″ E / 40.7485370903562°N,0.733490583545976°E        |                                            |                     | Modifica les dades a Wikidata |
|        | Mas del Mestrillo                | Deltebre | masia        |                             | 40° 43′ 23″ N, 0° 44′ 36″ E / 40.7231379461661°N,0.743256217437696°E        |                                            |                     | Modifica les dades a Wikidata |
|        | Mas del Mig                      | Deltebre | masia        |                             | 40° 43′ 10″ N, 0° 41′ 17″ E / 40.7194802219125°N,0.688174954335001°E        |                                            |                     | Modifica les dades a Wikidata |
|        | Mas del Mosso                    | Deltebre | masia        |                             | 40° 44′ 46″ N, 0° 45′ 07″ E / 40.7460420948719°N,0.751909327239298°E        |                                            |                     | Modifica les dades a Wikidata |
|        | Mas del Nàsio                    | Deltebre | masia        |                             | 40° 43′ 05″ N, 0° 45′ 09″ E / 40.7179754593533°N,0.752428053920272°E        |                                            |                     | Modifica les dades a Wikidata |
|        | Mas del Salgado                  | Deltebre | masia        |                             | 40° 43′ 05″ N, 0° 45′ 13″ E / 40.7181406852683°N,0.753511656580311°E        |                                            |                     | Modifica les dades a Wikidata |
|        | Mas del Severo                   | Deltebre | masia        |                             | 40° 43′ 20″ N, 0° 45′ 16″ E / 40.7222562853145°N,0.754391413062325°E        |                                            |                     | Modifica les dades a Wikidata |
|        | Mas del Toll Mudat               | Deltebre | masia        |                             | 40° 43′ 04″ N, 0° 46′ 28″ E / 40.7177649575946°N,0.774561608763656°E        |                                            |                     | Modifica les dades a Wikidata |
|        | Mas del Tonet                    | Deltebre | masia        |                             | 40° 42′ 40″ N, 0° 36′ 32″ E / 40.7111155043335°N,0.608787260955073°E        |                                            |                     | Modifica les dades a Wikidata |
|        | Mas del Verio                    | Deltebre | masia        |                             | 40° 43′ 01″ N, 0° 45′ 36″ E / 40.716850474206°N,0.759888646006938°E         |                                            |                     | Modifica les dades a Wikidata |
|        | Mas del Xapero                   | Deltebre | masia        |                             | 40° 42′ 24″ N, 0° 48′ 41″ E / 40.7067964640711°N,0.811443351844739°E        |                                            |                     | Modifica les dades a Wikidata |
|        | Mas dels Bascos                  | Deltebre | masia        |                             | 40° 46′ 17″ N, 0° 47′ 05″ E / 40.7714501327081°N,0.78484386695363°E         |                                            |                     | Modifica les dades a Wikidata |
|        | Maset de Cort                    | Deltebre | masia        |                             | 40° 45′ 48″ N, 0° 43′ 22″ E / 40.7633887791574°N,0.72288061867317°E         |                                            |                     | Modifica les dades a Wikidata |
|        | Maset de Fernando                | Deltebre | masia        |                             | 40° 43′ 06″ N, 0° 45′ 58″ E / 40.7183661815313°N,0.766053169316275°E        |                                            |                     | Modifica les dades a Wikidata |
|        | Maset de Guindon                 | Deltebre | masia        |                             | 40° 43′ 12″ N, 0° 46′ 24″ E / 40.7198688544432°N,0.773425993280412°E        |                                            |                     | Modifica les dades a Wikidata |
|        | Maset de Josep de la Paloma      | Deltebre | masia        |                             | 40° 43′ 05″ N, 0° 46′ 54″ E / 40.7179581730457°N,0.781788629558013°E        |                                            |                     | Modifica les dades a Wikidata |
|        | Maset de Vidal                   | Deltebre | masia        |                             | 40° 44′ 56″ N, 0° 44′ 27″ E / 40.7489252426833°N,0.740880004582284°E        |                                            |                     | Modifica les dades a Wikidata |
|        | Maset del Cabo                   | Deltebre | masia        |                             | 40° 44′ 09″ N, 0° 45′ 41″ E / 40.7357521356795°N,0.761468877054458°E        |                                            |                     | Modifica les dades a Wikidata |
|        | Maset del Conrado Rafeló         | Deltebre | masia        |                             | 40° 43′ 38″ N, 0° 44′ 51″ E / 40.727231788416°N,0.747629023615372°E         |                                            |                     | Modifica les dades a Wikidata |
|        | Maset del Molinero               | Deltebre | masia        |                             | 40° 42′ 54″ N, 0° 45′ 37″ E / 40.7151105587159°N,0.760278463432826°E        |                                            |                     | Modifica les dades a Wikidata |
|        | Maset del Molí                   | Deltebre | masia        |                             | 40° 43′ 06″ N, 0° 46′ 25″ E / 40.7183347867973°N,0.773749424699685°E        |                                            |                     | Modifica les dades a Wikidata |
|        | Maset del Moreno                 | Deltebre | masia        |                             | 40° 44′ 04″ N, 0° 45′ 32″ E / 40.7345675985098°N,0.75891527870416°E         |                                            |                     | Modifica les dades a Wikidata |
|        | Maset del Ramonet de la Rolla    | Deltebre | masia        |                             | 40° 43′ 05″ N, 0° 46′ 29″ E / 40.7180294347591°N,0.774730377888864°E        |                                            |                     | Modifica les dades a Wikidata |
|        | Maset del Roig                   | Deltebre | masia        |                             | 40° 43′ 22″ N, 0° 46′ 25″ E / 40.722793448193°N,0.773742873597254°E         |                                            |                     | Modifica les dades a Wikidata |
|        | Masia Adrian de la Parrilla      | Deltebre | masia        |                             | 40° 43′ 19″ N, 0° 47′ 21″ E / 40.7220008936956°N,0.789207926053458°E        |                                            |                     | Modifica les dades a Wikidata |
|        | Masia Agustí Parrilla            | Deltebre | masia        |                             | 40° 43′ 22″ N, 0° 47′ 35″ E / 40.7228142594531°N,0.793111747138532°E        |                                            |                     | Modifica les dades a Wikidata |
|        | Masia Blanca                     | Deltebre | masia        |                             | 40° 44′ 48″ N, 0° 46′ 28″ E / 40.7466385800671°N,0.774309536347024°E        |                                            |                     | Modifica les dades a Wikidata |
|        | Masia Felip Manigotxa            | Deltebre | masia        |                             | 40° 43′ 03″ N, 0° 47′ 06″ E / 40.7174614230969°N,0.785001558662984°E        |                                            |                     | Modifica les dades a Wikidata |
|        | Masia Gironiet                   | Deltebre | masia        |                             | 40° 43′ 02″ N, 0° 47′ 09″ E / 40.7173330610212°N,0.785822679911066°E        |                                            |                     | Modifica les dades a Wikidata |
|        | Masia Metgines                   | Deltebre | masia        |                             | 40° 43′ 35″ N, 0° 43′ 48″ E / 40.7262836066865°N,0.730042863304672°E        |                                            |                     | Modifica les dades a Wikidata |
|        | Masia Omedes                     | Deltebre | masia        |                             | 40° 41′ 58″ N, 0° 46′ 39″ E / 40.6993224882279°N,0.777637548477475°E 2 msnm |                                            |                     | Modifica les dades a Wikidata |
|        | Masia Vinyes                     | Deltebre | masia        |                             | 40° 45′ 41″ N, 0° 44′ 49″ E / 40.7614305024278°N,0.747007506584664°E        |                                            |                     | Modifica les dades a Wikidata |
|        | Masia Xato Manigotxa             | Deltebre | masia        |                             | 40° 43′ 02″ N, 0° 47′ 12″ E / 40.7172521992255°N,0.786772448752049°E        |                                            |                     | Modifica les dades a Wikidata |
|        | Masia de Polleta                 | Deltebre | masia        |                             | 40° 43′ 02″ N, 0° 47′ 52″ E / 40.7173286081355°N,0.797827193592497°E        |                                            |                     | Modifica les dades a Wikidata |
|        | Masia de la Màquina              | Deltebre | masia        |                             | 40° 43′ 25″ N, 0° 45′ 33″ E / 40.7235550001503°N,0.759107296604668°E        |                                            |                     | Modifica les dades a Wikidata |
|        | Masia de la Torre                | Deltebre | masia        |                             | 40° 44′ 37″ N, 0° 44′ 17″ E / 40.7434752960926°N,0.738103711762157°E        |                                            |                     | Modifica les dades a Wikidata |
|        | Masia del Comandant              | Deltebre | masia        |                             | 40° 41′ 50″ N, 0° 47′ 38″ E / 40.697335504045°N,0.79387715996923°E          |                                            |                     | Modifica les dades a Wikidata |
|        | Masia del Peixero                | Deltebre | masia        | Estil: arquitectura popular | 40° 44′ 37″ N, 0° 44′ 31″ E / 40.743574°N,0.742017°E                        | bé integrant del patrimoni cultural català |                     | Modifica les dades a Wikidata |
|        | Masia del Redó                   | Deltebre | masia        |                             | 40° 44′ 42″ N, 0° 45′ 22″ E / 40.74501484741°N,0.756053628367469°E          |                                            |                     | Modifica les dades a Wikidata |
|        | Masos de Bruguera                | Deltebre | masia        |                             | 40° 46′ 38″ N, 0° 42′ 58″ E / 40.7771508987421°N,0.715976417402956°E        |                                            |                     | Modifica les dades a Wikidata |
|        | Mutxina                          | Deltebre | masia        |                             | 40° 43′ 49″ N, 0° 42′ 33″ E / 40.7302225173905°N,0.709211181998521°E        |                                            |                     | Modifica les dades a Wikidata |
|        | Pastor del Bosc                  | Deltebre | masia        |                             | 40° 43′ 54″ N, 0° 42′ 32″ E / 40.7315952739043°N,0.708939098021529°E        |                                            |                     | Modifica les dades a Wikidata |
|        | Romero                           | Deltebre | masia        |                             | 40° 43′ 36″ N, 0° 49′ 35″ E / 40.7265363052927°N,0.826425691854621°E        |                                            |                     | Modifica les dades a Wikidata |
|        | Villa Genara                     | Deltebre | masia        |                             | 40° 43′ 53″ N, 0° 41′ 20″ E / 40.7314370740591°N,0.688814799200441°E        |                                            |                     | Modifica les dades a Wikidata |
|        | la Mateta                        | Deltebre | masia        |                             | 40° 44′ 07″ N, 0° 43′ 31″ E / 40.7351638619922°N,0.725406843492874°E        |                                            |                     | Modifica les dades a Wikidata |
|        | lo Maset                         | Deltebre | masia        |                             | 40° 42′ 46″ N, 0° 44′ 54″ E / 40.712670426393°N,0.74838774175017°E          |                                            |                     | Modifica les dades a Wikidata |
|        | lo Rafal                         | Deltebre | masia        |                             | 40° 44′ 43″ N, 0° 48′ 36″ E / 40.745383916312°N,0.81005465171853°E          |                                            |                     | Modifica les dades a Wikidata |
|        | lo Reverter                      | Deltebre | masia        |                             | 40° 43′ 10″ N, 0° 45′ 03″ E / 40.7193961495623°N,0.750912217557555°E        |                                            |                     | Modifica les dades a Wikidata |
|        | lo Tamarindo                     | Deltebre | masia        |                             | 40° 43′ 43″ N, 0° 42′ 14″ E / 40.7287197966794°N,0.703851613328514°E        |                                            |                     | Modifica les dades a Wikidata |
|        | lo Vivet                         | Deltebre | masia        |                             | 40° 42′ 48″ N, 0° 49′ 17″ E / 40.7133368431942°N,0.821480766309057°E        |                                            |                     | Modifica les dades a Wikidata |
|        | tora del Mig                     | Deltebre | masia        |                             | 40° 43′ 59″ N, 0° 46′ 55″ E / 40.733138837586°N,0.78203722553456°E          |                                            |                     | Modifica les dades a Wikidata |

## nucli de població
| imatge | Nom           | Ubicat a | instància de      | Detalls | coordenades                                                | Protecció | Commons (més fotos) | Dades a WD                    |
| ------ | ------------- | -------- | ----------------- | ------- | ---------------------------------------------------------- | --------- | ------------------- | ----------------------------- |
|        | Jesús i Maria | Deltebre | nucli de població |         | 40° 43′ 32″ N, 0° 41′ 40″ E / 40.72566389°N,0.69454167°E   |           | Jesús i Maria       | Modifica les dades a Wikidata |
|        | la Cava       | Deltebre | nucli de població |         | 40° 43′ 03″ N, 0° 44′ 28″ E / 40.717368°N,0.74116°E 2 msnm |           | La Cava             | Modifica les dades a Wikidata |

## platja
| imatge | Nom                           | Ubicat a | instància de                                 | Detalls                  | coordenades                                                                        | Protecció | Commons (més fotos) | Dades a WD                    |
| ------ | ----------------------------- | -------- | -------------------------------------------- | ------------------------ | ---------------------------------------------------------------------------------- | --------- | ------------------- | ----------------------------- |
|        | platja de Garxal              | Deltebre | platja                                       |                          | 40° 44′ 02″ N, 0° 51′ 39″ E / 40.73398425124693°N,0.8607437092921653°E             |           |                     | Modifica les dades a Wikidata |
|        | platja de Riumar              | Deltebre | platja                                       | Llarg: 2600m Ample: 150m | 40° 43′ 50″ N, 0° 50′ 12″ E / 40.730593607086576°N,0.8365560018534592°E            |           |                     | Modifica les dades a Wikidata |
|        | platja de la Bassa de l'Arena | Deltebre | platja platja nudista                        | Llarg: 1800m Ample: 20m  | 40° 44′ 28″ N, 0° 49′ 11″ E / 40.741199999809°N,0.81960000041173°E                 |           |                     | Modifica les dades a Wikidata |
|        | platja de la Marquesa         | Deltebre | platja platja d'arena daurada platja nudista | Llarg: 1150m Ample: 100m | 40° 45′ 42″ N, 0° 47′ 54″ E / 40.761600000276°N,0.7983999995567°E delta de l'Ebre  |           |                     | Modifica les dades a Wikidata |
|        | platja del Fangar             | Deltebre | platja platja d'arena daurada platja nudista | Llarg: 6500m Ample: 500m | 40° 46′ 24″ N, 0° 47′ 15″ E / 40.773399999676°N,0.78759999956179°E delta de l'Ebre |           |                     | Modifica les dades a Wikidata |
|        | platja del Fangar             | Deltebre | platja platja nudista                        |                          | 40° 46′ 58″ N, 0° 46′ 43″ E / 40.782781634913206°N,0.7785986372097623°E            |           | Platja del Fangar   | Modifica les dades a Wikidata |

## pont
| imatge | Nom                 | Ubicat a                     | instància de | Detalls         | coordenades                                                          | Protecció | Commons (més fotos) | Dades a WD                    |
| ------ | ------------------- | ---------------------------- | ------------ | --------------- | -------------------------------------------------------------------- | --------- | ------------------- | ----------------------------- |
|        | Pont Alt            | Deltebre                     | pont         |                 | 40° 44′ 09″ N, 0° 43′ 20″ E / 40.7357951068951°N,0.722247250639913°E |           |                     | Modifica les dades a Wikidata |
|        | Pont d'Ignàsio      | Deltebre                     | pont         |                 | 40° 43′ 12″ N, 0° 44′ 43″ E / 40.7200896941873°N,0.745371859619089°E |           |                     | Modifica les dades a Wikidata |
|        | Pont de Tonet       | Deltebre                     | pont         |                 | 40° 42′ 43″ N, 0° 36′ 49″ E / 40.7118800230208°N,0.613518543432683°E |           |                     | Modifica les dades a Wikidata |
|        | Pont de l'Estació   | Deltebre                     | pont         |                 | 40° 43′ 17″ N, 0° 44′ 24″ E / 40.7214414807981°N,0.739880148637954°E |           |                     | Modifica les dades a Wikidata |
|        | Pont de la Marquesa | Deltebre                     | pont         |                 | 40° 45′ 34″ N, 0° 47′ 32″ E / 40.7595141157108°N,0.792312472337474°E |           |                     | Modifica les dades a Wikidata |
|        | Pont del Peixero    | Deltebre                     | pont         |                 | 40° 44′ 39″ N, 0° 44′ 32″ E / 40.7441780173619°N,0.742248745123015°E |           |                     | Modifica les dades a Wikidata |
|        | Pont del Rei        | Deltebre                     | pont         |                 | 40° 42′ 19″ N, 0° 47′ 11″ E / 40.7051951013418°N,0.786520821947042°E |           |                     | Modifica les dades a Wikidata |
|        | Pont lo Passador    | Sant Jaume d'Enveja Deltebre | pont         | Travessa: Durex | 40° 42′ 47″ N, 0° 43′ 03″ E / 40.712999°N,0.717434°E                 |           | Pont del Passador   | Modifica les dades a Wikidata |

## port pesquer
| imatge | Nom                   | Ubicat a | instància de                            | Detalls | coordenades                                                            | Protecció | Commons (més fotos) | Dades a WD                    |
| ------ | --------------------- | -------- | --------------------------------------- | ------- | ---------------------------------------------------------------------- | --------- | ------------------- | ----------------------------- |
|        | Port de Deltebre      | Deltebre | port pesquer port esportiu port fluvial |         | 40° 43′ 04″ N, 0° 50′ 37″ E / 40.71779352025766°N,0.843563364943514°E  |           |                     | Modifica les dades a Wikidata |
|        | Port de l'Illa de Mar | Deltebre | port pesquer                            |         | 40° 46′ 02″ N, 0° 44′ 19″ E / 40.76718319217471°N,0.7387072702241014°E |           |                     | Modifica les dades a Wikidata |

## resclosa de desguàs
| imatge | Nom                | Ubicat a | instància de        | Detalls                         | coordenades                                          | Protecció                                  | Commons (més fotos)           | Dades a WD                    |
| ------ | ------------------ | -------- | ------------------- | ------------------------------- | ---------------------------------------------------- | ------------------------------------------ | ----------------------------- | ----------------------------- |
|        | Pont dels Moros I  | Deltebre | resclosa de desguàs | Estil: arquitectura neoclàssica | 40° 42′ 15″ N, 0° 47′ 10″ E / 40.704189°N,0.786129°E | bé integrant del patrimoni cultural català | Pont dels Moros I (Deltebre)  | Modifica les dades a Wikidata |
|        | Pont dels Moros II | Deltebre | resclosa de desguàs | Estil: arquitectura neoclàssica | 40° 42′ 15″ N, 0° 47′ 10″ E / 40.704189°N,0.786129°E | bé integrant del patrimoni cultural català | Pont dels Moros II (Deltebre) | Modifica les dades a Wikidata |

## vèrtex geodèsic
| imatge | Nom    | Ubicat a | instància de    | Detalls   | coordenades                                                                | Protecció | Commons (més fotos) | Dades a WD                    |
| ------ | ------ | -------- | --------------- | --------- | -------------------------------------------------------------------------- | --------- | ------------------- | ----------------------------- |
|        | Fangal | Deltebre | vèrtex geodèsic | Alt: 1.2m | 40° 45′ 58″ N, 0° 47′ 38″ E / 40.766189°N,0.793875°E 3.55099999999999 msnm |           |                     | Modifica les dades a Wikidata |
|        | Faro   | Deltebre | vèrtex geodèsic | Alt: 1.2m | 40° 47′ 25″ N, 0° 46′ 06″ E / 40.790413°N,0.768262°E 3.104 msnm            |           |                     | Modifica les dades a Wikidata |
|        | Riomar | Deltebre | vèrtex geodèsic |           | 40° 43′ 39″ N, 0° 49′ 44″ E / 40.727452°N,0.82898°E 15.252 msnm            |           |                     | Modifica les dades a Wikidata |

## zona humida
| imatge | Nom                               | Ubicat a | instància de     | Detalls               | coordenades                                                    | Protecció | Commons (més fotos) | Dades a WD                    |
| ------ | --------------------------------- | -------- | ---------------- | --------------------- | -------------------------------------------------------------- | --------- | ------------------- | ----------------------------- |
|        | El Canal Vell                     | Deltebre | zona humida llac | Superfície: 256.92ha  | 40° 44′ 17″ N, 0° 47′ 17″ E / 40.738°N,0.788°E                 |           |                     | Modifica les dades a Wikidata |
|        | El Fangar i Platja de la Marquesa | Deltebre | zona humida      | Superfície: 1597.17ha | 40° 46′ 05″ N, 0° 45′ 50″ E / 40.768°N,0.764°E delta de l'Ebre |           | Punta del Fangar    | Modifica les dades a Wikidata |
|        | El Garxal                         | Deltebre | zona humida      | Superfície: 277.04ha  | 40° 43′ 37″ N, 0° 50′ 54″ E / 40.727°N,0.8482°E                |           | El Garxal           | Modifica les dades a Wikidata |
|        | Salobrars del Nen Perdut          | Deltebre | zona humida      | Superfície: 73.71ha   | 40° 44′ 09″ N, 0° 49′ 25″ E / 40.7357°N,0.8236°E               |           |                     | Modifica les dades a Wikidata |
|        | illa de Sant Antoni               | Deltebre | zona humida      |                       | 40° 43′ 27″ N, 0° 52′ 25″ E / 40.72416667°N,0.87361111°E       |           | Illa de Sant Antoni | Modifica les dades a Wikidata |

## Misc
| imatge | Nom                              | Ubicat a                                                 | instància de                                      | Detalls                                                                       | coordenades                                                                                         | Protecció                                            | Commons (més fotos)           | Dades a WD                    |
| ------ | -------------------------------- | -------------------------------------------------------- | ------------------------------------------------- | ----------------------------------------------------------------------------- | --------------------------------------------------------------------------------------------------- | ---------------------------------------------------- | ----------------------------- | ----------------------------- |
|        | Cim de Riumar                    | Deltebre                                                 | muntanya                                          |                                                                               | 40° 43′ 39″ N, 0° 49′ 44″ E / 40.72744444°N,0.82897222°E 15 msnm                                    |                                                      |                               | Modifica les dades a Wikidata |
|        | Deltarium                        | Deltebre                                                 | zoològic                                          |                                                                               | 40° 42′ 33″ N, 0° 49′ 04″ E / 40.70916667°N,0.81777778°E                                            |                                                      | Deltarium                     | Modifica les dades a Wikidata |
|        | Deltebre                         | Deltebre                                                 | entitat singular de població capital municipal    | 11941 hab                                                                     | 40° 43′ 10″ N, 0° 42′ 30″ E / 40.71944°N,0.70835°E 2 msnm                                           |                                                      |                               | Modifica les dades a Wikidata |
|        | Deltebre I                       | Deltebre                                                 | jaciment arqueològic                              |                                                                               | |                                                      |                               | Modifica les dades a Wikidata |
|        | Ebre                             | Cantàbria País Basc Navarra Aragó Catalunya              | riu                                               | Desemboca: mar Mediterrània Llarg: 910km Conca: 86800km²                      | 43° 02′ 15″ N, 4° 22′ 12″ O / 43.0375°N,4.37°O 40° 43′ 43″ N, 0° 52′ 09″ E / 40.728527°N,0.869293°E |                                                      | Ebro River                    | Modifica les dades a Wikidata |
|        | Far del Fangar                   | Deltebre                                                 | far marca de navegació                            | Alt: 18m                                                                      | 40° 47′ 26″ N, 0° 46′ 06″ E / 40.790517°N,0.768442°E                                                |                                                      | Far del Fangar                | Modifica les dades a Wikidata |
|        | Illa de Cort                     | Deltebre                                                 | indret                                            |                                                                               | 40° 46′ 04″ N, 0° 43′ 05″ E / 40.7676904804374°N,0.718125038669142°E                                |                                                      |                               | Modifica les dades a Wikidata |
|        | Mirador del Zigurat              | Deltebre                                                 | mirador                                           | Anomenat per: zigurat                                                         | 40° 43′ 15″ N, 0° 51′ 37″ E / 40.7208071°N,0.8603457°E                                              |                                                      |                               | Modifica les dades a Wikidata |
|        | Muntell de les Verges            | Deltebre                                                 | turó                                              |                                                                               | 40° 43′ 05″ N, 0° 50′ 51″ E / 40.71813555922851°N,0.8476160082581741°E                              |                                                      | Muntell de les Verges         | Modifica les dades a Wikidata |
|        | Parc natural del Delta de l'Ebre | la Ràpita Amposta Sant Jaume d'Enveja Deltebre l'Ampolla | àrea protegida parc natural                       | 1983 1986 Superfície: 320 7625.35856ha km²                                    | 40° 42′ 09″ N, 0° 48′ 32″ E / 40.7025°N,0.80888888888889°E delta de l'Ebre                          | Espai Ramsar                                         | Delta de l'Ebre Natural Park  | Modifica les dades a Wikidata |
|        | Riumar                           | Deltebre                                                 | nucli d'entitat singular de població urbanització | Creador: Ministeri d'Informació i Turisme 1960s 322 hab Superfície: 107.48km² | 40° 43′ 38″ N, 0° 50′ 12″ E / 40.727183°N,0.836766°E delta de l'Ebre 6 msnm                         |                                                      | Riumar                        | Modifica les dades a Wikidata |
|        | Torre Curta                      | Deltebre                                                 | torre de defensa                                  |                                                                               | 40° 44′ 32″ N, 0° 42′ 55″ E / 40.742296°N,0.715304°E                                                | bé d'interès cultural bé cultural d'interès nacional |                               | Modifica les dades a Wikidata |
|        | Torre de l'Àngel Custodi         | Deltebre                                                 | torre de sentinella                               | Estil: arquitectura popular                                                   | ca:Desembocadura del riu Ebre                                                                       | bé d'interès cultural bé cultural d'interès nacional |                               | Modifica les dades a Wikidata |
|        | badia del Fangar                 | Deltebre província de Tarragona                          | badia                                             |                                                                               | 40° 46′ 27″ N, 0° 44′ 34″ E / 40.77404°N,0.74278°E 1 msnm                                           |                                                      |                               | Modifica les dades a Wikidata |
|        | canal de l'Esquerra de l'Ebre    | Baix Ebre                                                | canal                                             | Desemboca: mar Mediterrània                                                   | 40° 47′ 31″ N, 0° 31′ 23″ E / 40.79199°N,0.5231°E                                                   |                                                      | Canal de l'esquerra de l'Ebre | Modifica les dades a Wikidata |
|        | casa consistorial de Deltebre    | Deltebre                                                 | casa consistorial                                 |                                                                               | 40° 43′ 10″ N, 0° 43′ 21″ E / 40.7193497°N,0.7225582°E                                              |                                                      |                               | Modifica les dades a Wikidata |
|        | gola del Nord                    | Deltebre                                                 | curs d'aigua                                      |                                                                               | 40° 43′ 09″ N, 0° 52′ 50″ E / 40.719166666667°N,0.88055555555556°E                                  |                                                      |                               | Modifica les dades a Wikidata |
|        | golf de Sant Jordi               | l'Ampolla                                                | golf                                              |                                                                               | 40° 48′ 08″ N, 0° 43′ 10″ E / 40.80222222°N,0.71944444°E                                            |                                                      | Gulf of Sant Jordi            | Modifica les dades a Wikidata |
|        | mar Mediterrània                 |                                                          | mar interior mar mediterrani conca hidrogràfica   | Superfície: 2500000km² Profunditat: 5267 1541m Volum: 3839000km³              | 38° N, 17° E / 38°N,17°E 0 msnm                                                                     |                                                      | Mediterranean Sea             | Modifica les dades a Wikidata |
|        | port del Fangar                  | Deltebre                                                 | ancoratge                                         |                                                                               | 40° 46′ 35″ N, 0° 44′ 38″ E / 40.776388888889°N,0.74388888888889°E badia del Fangar                 |                                                      |                               | Modifica les dades a Wikidata |